# Kommunikationsmodell nach Lazarsfeld
Das Modell des Zweistufenflusses der Kommunikation (Two-Step-Flow-Modell) nach Paul Lazarsfeld ist ein Kommunikationsmodell und beschäftigt sich mit der Verbreitung von Informationen durch Massenmedien. Nach dem ursprünglichen Modell informieren Massenmedien in einem ersten Schritt Meinungsführer, die die Informationen durch direkte Kommunikation in einem zweiten Schritt an die Rezipienten weitergeben. 
Die Information durchläuft also zwei Stufen. Der Meinungsführer nimmt die Position eines Multiplikators ein. Nach Lazarsfelds Modell wirken die Medien nicht direkt auf die Masse der Rezipienten (Hypodermic-Needle-Modell), ihre Wirkung wird vielmehr durch die zwischengeschaltete Stufe der Meinungsführer und durch selektive Zuwendung zu Medieninhalten gedämpft. Dadurch sind sie kaum in der Lage, Meinungen und Einstellungen zu verändern, sie verstärken vielmehr bestehende Einstellungen und Überzeugungen.
Lazarsfelds Modell wurde als zu schematisch kritisiert, da es außer dem von ihm beschriebenen Informationsweg auch andere gibt: So können Rezipienten sich direkt informieren oder sich untereinander austauschen und Meinungsführer auch miteinander kommunizieren. Ein weiterer Kritikpunkt betrifft die mangelnde Unterscheidung zwischen Informationsfluss und Beeinflussung. Lazarsfeld veröffentlichte daraufhin ein revidiertes Modell des Two-Step-Flows, das einige der Kritikpunkte berücksichtigt.
Heute geht man statt von starren Rollenzuweisungen eher von einem Netzwerk mit flexibler Rollenzuweisung aus. Meinungsführerschaft kann themenabhängig sein, und auch ein sonst passiver Rezipient kann ein „Spezialgebiet“ haben, auf dem er Meinungsführerschaft ausübt. Dementsprechend geht man von einer bereichsspezifischen Meinungsführerschaft (bspw. in Bezug auf ein bestimmtes Produkt) aus.
Die bereichsspezifische Meinungsführerschaft steht in Verbindung mit mehreren Eigenschaften wie Involvement oder Interesse. Insbesondere zeichnet sich der Meinungsführer durch eine hohe Innovativität aus, d. h., er begeistert sich früh für eine innovative Idee oder ein neues Produkt.